# كيرين بيليس
كيرين بيليس هي مغنية إسرائيلية ولدت في 11 مارس 1979.